# Waldemar Tęsiorowski
Waldemar Grzegorz Tęsiorowski (ur. 18 stycznia 1962 w Dobroszycach) – polski piłkarz i trener.

## Życiorys
Przez wiele lat podstawowy zawodnik Śląska Wrocław. W jego barwach rozegrał ponad 350 spotkań i wywalczył Puchar Polski oraz Superpuchar w 1987 roku. Ma na swoim koncie 277 występów w ekstraklasie, w których zdobył cztery bramki. 15 razy zagrał w reprezentacji olimpijskiej.
W lipcu 1990 decyzją Wydziału Wychowania i Dyscypliny PZPN został zdyskwalifikowany na okres jednego roku wraz z pozbawieniem funkcji kapitana drużyny Śląska za to, że podczas wyjazdowego meczu towarzyskiego przeciw Pogoni Oleśnica w czerwcu 1990 popchnął sędziego, doprowadzając do jego upadku i urazu stłuczenia.
Do 2009 asystent Ryszarda Tarasiewicza w Śląsku Wrocław, a pod koniec 2011 w ŁKS. Samodzielnie prowadził IV-ligowy GKS Kobierzyce (2010). 29 marca 2012 został trenerem drugoligowego Bałtyku Gdynia. Był asystentem Ryszarda Tarasiewicza w Zawiszy Bydgoszcz.